# Zlaté maliny za rok 2005
26. výroční Zlatá malina byla vyhlášena v Ivar Theatre v Hollywoodu 4. března 2006. Nominace byly oznámeny 30. ledna 2006, nejvíce nominací, osm, obdržel film Maska junior. Jediný nominovaný film, který získal více než jedno ocenění, byl film 100% blond.

## Nominace
| Kategorie                                          | Nominace (vítěz tučně)                                                                     |
| -------------------------------------------------- | ------------------------------------------------------------------------------------------ |
| Nejhorší film                                      | 100% blond (First Look Pictures)                                                           |
| Nejhorší film                                      | Deuce Bigalow: Evropský gigolo (Columbia)                                                  |
| Nejhorší film                                      | Mistři hazardu (Warner Bros./Village Roadshow)                                             |
| Nejhorší film                                      | Dům voskových figurín (Warner Bros.)                                                       |
| Nejhorší film                                      | Maska Junior (New Line Cinema)                                                             |
| Nejhorší herec                                     | Rob Schneider ve filmu Deuce Bigalow: Evropský gigolo                                      |
| Nejhorší herec                                     | Tom Cruise ve filmu Válka světů                                                            |
| Nejhorší herec                                     | Will Ferrell ve filmu Moje krásná čarodějka a Zelená je tráva                              |
| Nejhorší herec                                     | Jamie Kennedy ve filmu Maska Junior                                                        |
| Nejhorší herec                                     | Dwayne Johnson ve filmu Doom                                                               |
| Nejhorší herečka                                   | Jenny McCarthyová ve filmu 100% blond                                                      |
| Nejhorší herečka                                   | Jessica Alba ve filmu Fantastická čtyřka a Do hlubiny                                      |
| Nejhorší herečka                                   | Hilary Duffová ve filmu Dvanáct do tuctu 2 a Pan božský                                    |
| Nejhorší herečka                                   | Jennifer Lopez ve filmu Příšerná tchyně                                                    |
| Nejhorší herečka                                   | Tara Reid ve filmu Sám v temnotě                                                           |
| Nejhorší herec ve vedlejší roli                    | Hayden Christensen ve filmu Star Wars: Epizoda III – Pomsta Sithů                          |
| Nejhorší herec ve vedlejší roli                    | Alan Cumming ve filmu Maska Junior                                                         |
| Nejhorší herec ve vedlejší roli                    | Bob Hoskins ve filmu Maska Junior                                                          |
| Nejhorší herec ve vedlejší roli                    | Eugene Levy ve filmu Dvanáct do tuctu 2                                                    |
| Nejhorší herec ve vedlejší roli                    | Burt Reynolds ve filmu Mistři hazardu a Trestná lavice                                     |
| Nejhorší herečka ve vedlejší roli                  | Paris Hilton ve filmu Dům voskových figurín                                                |
| Nejhorší herečka ve vedlejší roli                  | Carmen Electra ve filmu 100% blond                                                         |
| Nejhorší herečka ve vedlejší roli                  | Katie Holmes ve filmu Batman začíná                                                        |
| Nejhorší herečka ve vedlejší roli                  | Ashlee Simpson ve filmu A proč já?                                                         |
| Nejhorší herečka ve vedlejší roli                  | Jessica Simpson ve filmu Mistři hazardu                                                    |
| Nejhorší pár na plátně                             | Will Ferrell a Nicole Kidman ve filmu Má krásná čarodějka                                  |
| Nejhorší pár na plátně                             | Jamie Kennedy a kdokoliv na plátně ve filmu Maska Junior                                   |
| Nejhorší pár na plátně                             | Jenny McCarthy a každý hlupák, který s ní kamarádí nebo jde na schůzku ve filmu 100% blond |
| Nejhorší pár na plátně                             | Rob Schneider a jeho plenky ve filmu Deuce Bigalow: Evropský gigolo                        |
| Nejhorší pár na plátně                             | Jessica Simpson a Daisy Dukes ve filmu Mistři hazardu                                      |
| Nejhorší prequel, remake, rip-off nebo pokračování | Maska Junior (New Line Cinema)                                                             |
| Nejhorší prequel, remake, rip-off nebo pokračování | Moje krásná čarodějka (Columbia)                                                           |
| Nejhorší prequel, remake, rip-off nebo pokračování | Deuce Bigalow: Evropský gigolo (Columbia)                                                  |
| Nejhorší prequel, remake, rip-off nebo pokračování | Mistři hazardu (Warner Bros./Village Roadshow)                                             |
| Nejhorší prequel, remake, rip-off nebo pokračování | Dům voskových figurín (Warner Bros.)                                                       |
| Nejhorší režie                                     | John Mallory Asher za film 100% blond                                                      |
| Nejhorší režie                                     | Uwe Boll za film Sám v temnotě                                                             |
| Nejhorší režie                                     | Jay Chandrasekhar za film Mistři hazardu                                                   |
| Nejhorší režie                                     | Nora Ephron za film Moje krásná čarodějka                                                  |
| Nejhorší režie                                     | Lawrence Guterman za film Maska Junior                                                     |
| Nejhorší scénář                                    | 100% blond, napsala Jenny McCarthy                                                         |
| Nejhorší scénář                                    | Moje krásná čarodějka, napsali Nora Ephron, Delia Ephron a Adam McKay                      |
| Nejhorší scénář                                    | Deuce Bigalow: Evropský gigolo, scénář Rob Schneider, David Garrett a Jason Ward           |
| Nejhorší scénář                                    | Mistři hazardu, scénář John O'Brien                                                        |
| Nejhorší scénář                                    | Maska Junior, napsal Lance Khazei                                                          |
| Nejotravnější cíl bulvárních plátků                | Tom Cruise, Katie Holmes, kouč Oprah Winfreyové, Eiffelova věž a „Tomova holčička"         |
| Nejotravnější cíl bulvárních plátků                | Tom Cruise & jeho antipsychiatrický hněv                                                   |
| Nejotravnější cíl bulvárních plátků                | Paris Hilton a… kdokoliv!                                                                  |
| Nejotravnější cíl bulvárních plátků                | Mr. & Mrs. Britney, jejich mimino & jejich kamera                                          |
| Nejotravnější cíl bulvárních plátků                | Simpsonovi: Ashlee, Jessica & Nick                                                         |